# Ylämukka
Ylämukka är en sjö i kommunen Enare i landskapet Lappland i Finland. Arean är 15 hektar och strandlinjen är 4 kilometer lång.  Den  ingår i Pasvik älvs huvudavrinningsområde.  Sjön ligger omkring 270 kilometer norr om Rovaniemi och omkring 970 kilometer norr om Helsingfors. 
I sjön finns ön Pajemäcceesuálui. Norr om Ylämukka ligger Kettukoski. 